# Fay Helm
Pour les articles homonymes, voir Helm (homonymie).
Fay Helm, née le 9 avril 1909 à Bakersfield (Californie) et morte le 27 septembre 2003 à Santa Monica (Californie), est une actrice américaine.

## Biographie
Après s'être essayée à l'art dramatique dans son adolescence, Fay Helm intègre l'industrie du cinéma en 1934 et contribue à soixante-cinq films américains, depuis un petit rôle non crédité dans Furie (1936, avec Spencer Tracy et Sylvia Sidney) jusqu'à Une fille perdue d'Alfred Santell (1946, avec James Dunn et Mona Freeman), après lequel elle se retire définitivement.
Elle contribue notamment à plusieurs films d'horreur, dont Le Loup-garou de George Waggner (1941, avec Lon Chaney Jr. et Claude Rains) et La Femme gorille d'Edward Dmytryk (1943, avec John Carradine et Evelyn Ankers).
Mentionnons également Victoire sur la nuit d'Edmund Goulding (1939, avec Bette Davis et George Brent), Les Mains qui tuent de Robert Siodmak (1944, avec Franchot Tone et Ella Raines), Mademoiselle Fifi de Robert Wise (1944, avec Simone Simon et Kurt Kreuger), ou encore Le Médaillon de John Brahm (son avant-dernier film, 1946, avec Laraine Day et Brian Aherne).

## Filmographie partielle
- 1936 : Furie (Fury) de Fritz Lang : une citoyenne
- 1936 : San Francisco de W. S. Van Dyke : une survivante du tremblement de terre
- 1937 : Sous le voile de la nuit (Under Cover of Night) de George B. Seitz : Maggie
- 1938 : Je suis la loi (I Am the Law) d'Alexander Hall : Mme Butler
- 1938 : Menaces sur la ville (Racket Busters) de Lloyd Bacon : Mme Smith
- 1939 : La Lumière qui s'éteint (The Light That Failed) de William A. Wellman : la fille rousse
- 1939 : A Child Is Born de Lloyd Bacon : la femme
- 1939 : Victoire sur la nuit (Dark Victory) d'Edmund Goulding : Mlle Dodd
- 1939 : Au service de la loi (Sergeant Madden) de Josef von Sternberg : une infirmière
- 1940 : Blondie on a Budget de Frank R. Strayer : Mme Fuddle
- 1940 : L'Étrange Cas du docteur Kildare (Dr. Kildare's Strange Case) de Harold S. Bucquet : Mrs. Henry Adams
- 1940 : Abraham Lincoln (Abe Lincoln in Illinois) de John Cromwell : Mme Seth Gale
- 1940 : Kitty Foyle (Kitty Foyle: The Natural History of a Woman) de Sam Wood : une fille de Prim
- 1940 : Dancing on a Dime de Joseph Santley
- 1941 : Le Loup-garou (The Wolf Man) de George Waggner : Jenny Williams
- 1941 : Les Oubliés (Blossoms in the Dust) de Mervyn LeRoy : Leta Eldredge
- 1941 : Million Dollar Baby de Curtis Bernhardt : Mme Grayson
- 1942 : Night Monster de Ford Beebe : Margaret Ingston
- 1942 : Wings for the Eagle de Lloyd Bacon : Mlle Baxter
- 1942 : Give Out, Sisters d'Edward F. Cline : Susan Waverly
- 1943 : La Boule de cristal (The Crystall Ball) d'Elliott Nugent : la secrétaire de Brad Cavanaugh
- 1943 : La Femme gorille (Captive Wild Woman) d'Edward Dmytryk : l'infirmière Strand
- 1943 : Le Docteur de la mort (Calling Dr. Death) de Reginald Le Borg : Mme Duval
- 1943 : Liens éternels (Hers to Hold) de Frank Ryan : Hannah Gordon
- 1944 : Les Mains qui tuent (Phantom Lady) de Robert Siodmak : Ann Terry
- 1944 : Mademoiselle Fifi de Robert Wise : l'épouse de l'industriel
- 1944 : Les Nuits ensorcelées (Lady in the Dark) de Mitchell Leisen : Mlle Bowers
- 1945 : La Chanson du souvenir (A Song to Remember) de Charles Vidor : Mme Chopin
- 1945 : Le Fils de Lassie (Son of Lassie) de S. Sylvan Simon : Joanna
- 1946 : Sister Kenny de Dudley Nichols : Mme McIntyre
- 1946 : Le Médaillon (The Locket) de John Brahm : Mme Bonner
- 1946 : Une fille perdue (That Brennan Girl) d'Alfred Santell : Helen

## Galerie photos

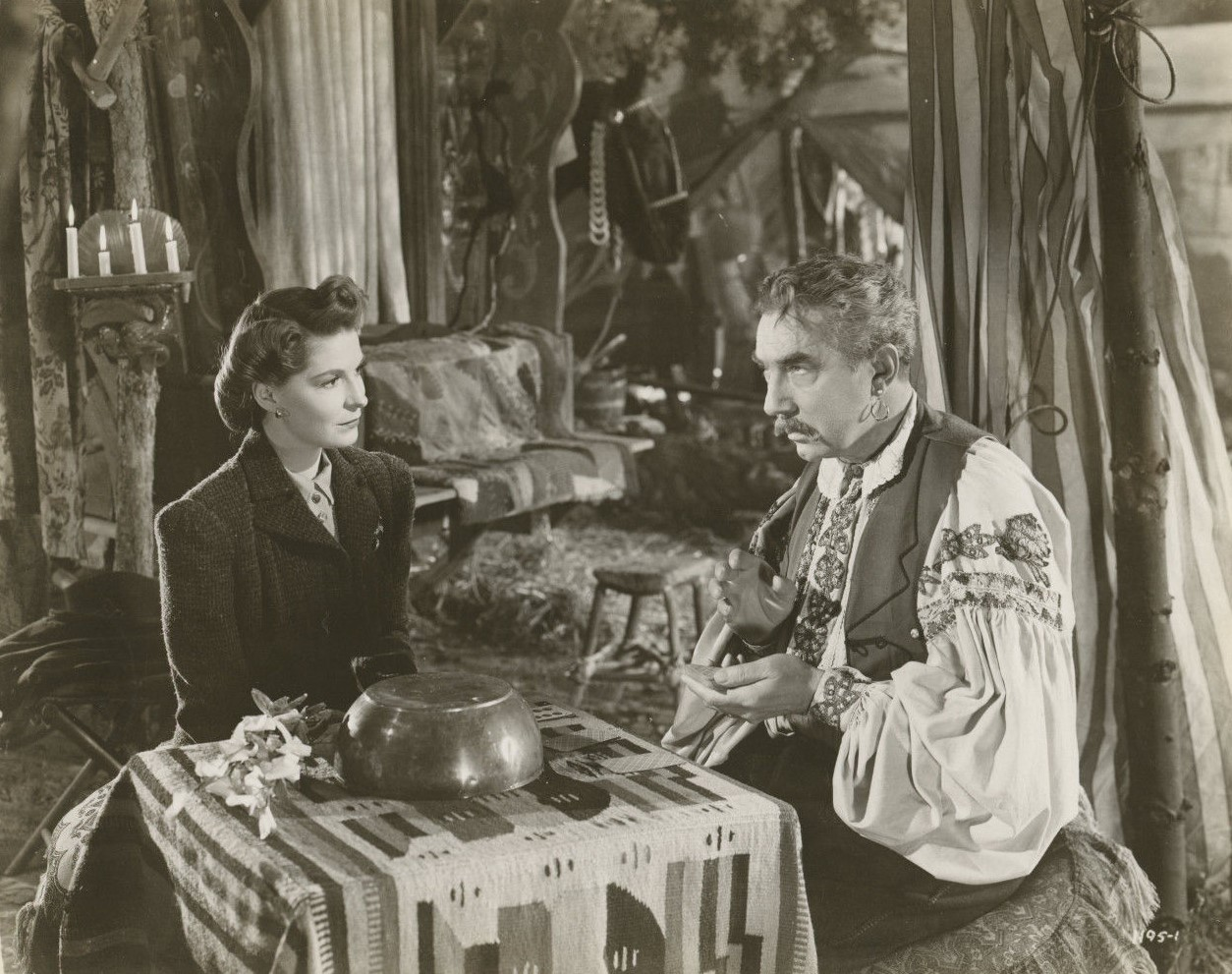
Avec Béla Lugosi, dans Le Loup-garou (1941)
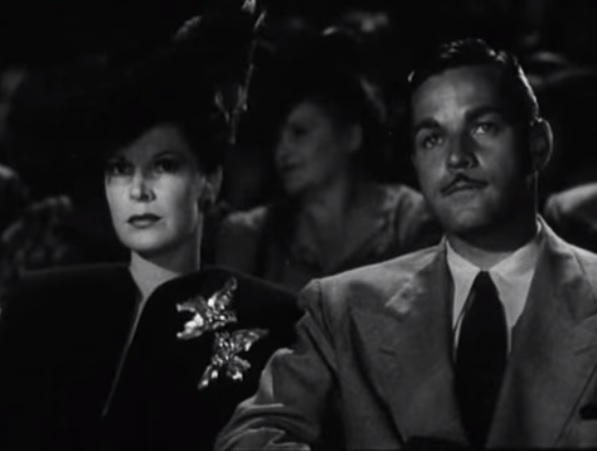
Avec Alan Curtis, dans Les Mains qui tuent (1944)
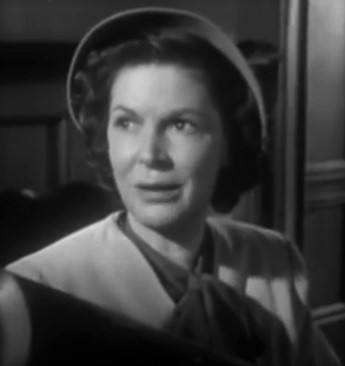
Dans Une fille perdue (1946)